# Rock in Japan Festival
Le Rock in Japan Festival est un Festival de rock japonais se déroulant sur trois jours.
Le festival a lieu annuellement à la même période de l'année à Hitachinaka dans la préfecture d'Ibaraki.
Ce festival est l'un des plus importants du Japon.